# 亀山城 (伊勢国)
亀山城（かめやまじょう）は、伊勢国鈴鹿郡亀山（現在の三重県亀山市本丸町）にあった日本の城。

## 概要
別名を粉蝶城（こちょうじょう、ふんちょうじょう）という。文永2年（1265年）に関実忠によって若山（現在の三重県亀山市若山町）に築城され、その後現在の位置に移された。江戸時代は東海道の要衝としてたびたび城主が変わり、石川氏の時代に幕末を迎えた。

## 歴史

### 鎌倉時代から安土桃山時代
伊勢亀山城は、文永2年（1265年）に伊勢平氏の流れをくむ関実忠によって伊勢国鈴鹿郡若山に築城された。神戸、国府、鹿伏兎、峯、亀山の各城を居城とする関五家の宗家の居城として重きをなした。その後、関氏の時代のうちに現在の位置に移され、永禄10年（1567年）の織田信長の伊勢進攻以降は、たびたび戦場となった。天正11年（1583年）には蒲生氏郷が城主となっている。天正18年（1590年）に、豊臣秀吉に従った岡本良勝が入城後、天守、本丸、二の丸、三の丸などのその後の亀山城の母体となる城が形成されたとされる。

### 江戸時代
江戸時代においては、亀山城は伊勢亀山藩の藩主の居城となった。江戸時代初頭には丹波亀山城の天守を解体するよう命じられた堀尾忠晴の間違いによって、天守を取り壊されている。またこの時期の亀山城は幕府の宿所としての役割があり、上洛する徳川家康、秀忠、家光などが本丸を休泊に利用している。このように本丸はたびたび利用されていたため、城主居館は二の丸におかれていた。寛永13年（1636年）、城主となった本多俊次の手で大改修が行われ、本丸北側には天守代わりの三重櫓を、天守を失った天守台には多聞櫓が築造された。

### 明治維新以降

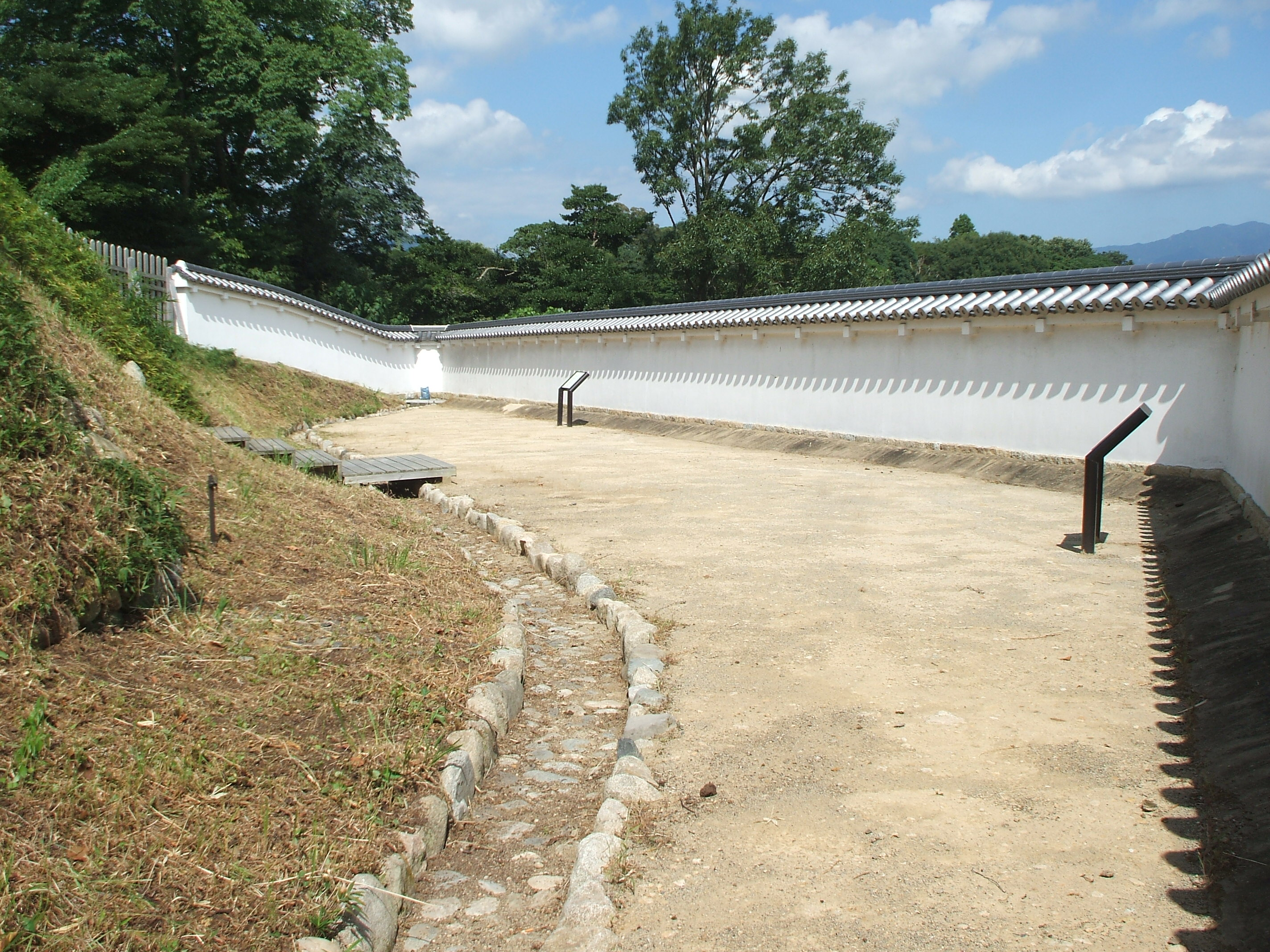
2006年（平成18年）に復元された二の丸帯曲輪

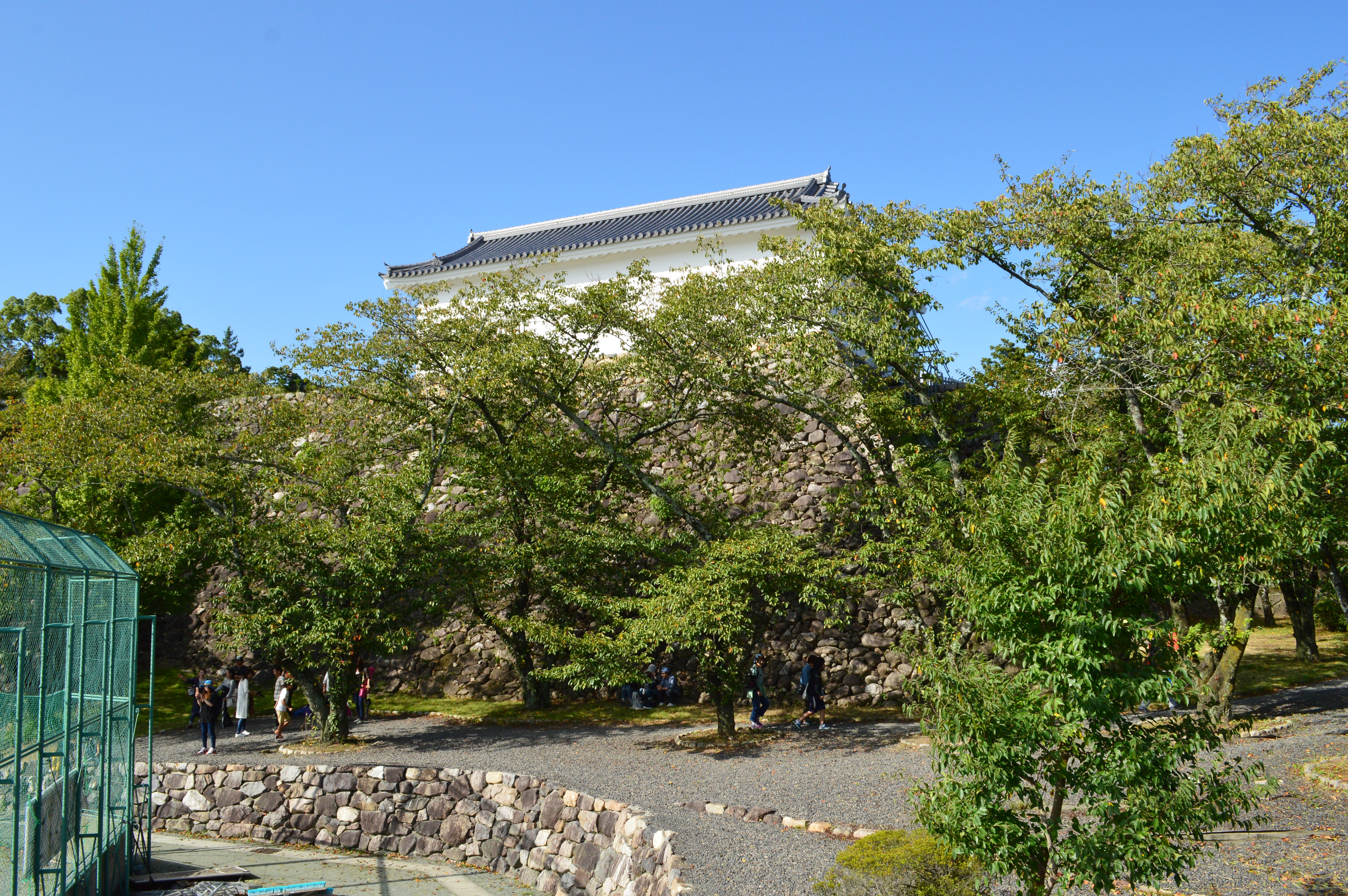
多聞櫓（修復後）

明治維新以降は、明治6年（1873年）のいわゆる廃城令によって、ほとんどの構造物が取り壊された。このため現在は天守台・多聞櫓・石垣・堀・土塁など一部が残るに過ぎない。ただ、多聞櫓は原位置のまま残る中核的城郭建築として三重県下では唯一の遺存例であり、現存する多聞櫓として全国的にも数少ない存在であるため、本丸南東の天守台と多聞櫓本体を併せて、「旧亀山城多聞櫓」の名称で三重県の史跡に指定されている。また、二の丸御殿玄関は、西町の遍照寺本堂に移築されている。

### 21世紀
平成13年（2001年）より4月上旬に「亀山城桜まつり」が行われている。
平成18年（2006年）には亀山城周辺保存整備事業の一環として、二の丸帯曲輪および周辺部分が江戸時代末期の状態に復元された。翌平成19年（2007年）4月15日に発生した三重県中部地震により天守台の石垣の一部が崩落したが、崩落箇所は昭和47年（1972年）の台風被害の補修で新たに積んだ部分のみで、江戸時代初めごろに穴太衆（あのうしゅう）によって築かれた古い部分には一切被害はなかった。
平成23年（2011年）8月 - 平成24年（2012年）3月の間、多聞櫓の復元修理において破損箇所の修理の他、江戸末期の姿に戻すため板壁から漆喰壁にするなどの工事が行われた。費用は約7800万円。
復元修理完了間際の2012年12月14日夜、火災が発生し5-6m2が焼けた。このため工期は延長、公開も延期された。
平成25年（2013年）4月7日、櫓の修復完成式典が行われ、一般公開が開始された。

## アクセス
- JR（東海・西日本）亀山駅（関西本線・紀勢本線）から北へ徒歩で約10分。